# Werner Schlager
Werner Schlager (Wiener Neustadt, 28 de Setembro de 1972) é um mesa-tenista austríaco. Iniciou a carreira com 18 anos e foi campeão mundial de 2003 com 31 anos.